# Wet op de ondernemingsraden
De Wet op de ondernemingsraden (WOR) is een Nederlandse wet die vastgesteld is in 1950 en in 1971 geheel is herzien. Doel is in grotere ondernemingen en overheidsinstellingen de medezeggenschap voor werknemers en ambtenaren te regelen.

## Uitvoering door bedrijven en werknemers
Ieder bedrijf van ten minste 50 werknemers moet een ondernemingsraad instellen. De wet geeft aan hoe de ondernemingsraad wordt gekozen en is samengesteld. Verder wordt vermeld hoe overleg plaatsvindt tussen ondernemer (de bestuurders) en de ondernemingsraad. Ook worden de taken en bevoegdheden van de ondernemingsraad beschreven waarvan de belangrijkste zijn het adviesrecht en het instemmingsrecht.
Tot slot zijn ook de rechten en de rechtsbescherming van leden van de ondernemingsraad geregeld.
Als er bijzondere omstandigheden zijn, kan de Sociaal-Economische Raad (SER) ontheffing verlenen van de verplichting om een ondernemingsraad te hebben.

## Uitvoering door overheden en ambtenaren
Anders dan in bedrijfsleven overlegt de ondernemingsraad binnen een overheidsorganisatie met de ambtelijke leiding en niet met politici. De ondernemingsraad mag zich ook niet uitlaten over:
- de vaststelling van overheidstaken
- het beleid ten aanzien van en de uitvoering van die taken behalve als het gaat om gevolgen voor de werkzaamheden van ambtenaren.

## Geschillen via de ondernemingskamer
Geschillen tussen ondernemingsraden en bestuurders kunnen worden voorgelegd aan de Ondernemingskamer of aan de kantonrechter, afhankelijk van het soort conflict. De Ondernemingskamer maakt deel uit van het gerechtshof in Amsterdam. De kamer houdt zitting met telkens de voorzitter, twee raadsheren en twee raden (deskundigen uit de praktijk die geen lid zijn van de rechterlijke macht). In de periode 1998-2002
waren er jaarlijks tussen de 13 en 25 zaken die door ondernemingsraden werden voorgelegd aan de rechters. In ongeveer de helft van de gevallen werd het geschil zonder uitspraak opgelost.

## Kosten en middelen
Aantal ondernemingsraden
In 2006 waren er volgens het CBS 12.900 bedrijven (exclusief overheid, landbouw, visserij en nutsbedrijven) met ten minste 50 werknemers. De overheid en nutsbedrijven bestaan uit circa 1.000 organisaties. In 2005 had 76% van deze bedrijven een or en dat percentage was stijgende. Bij de overheidsorganisaties is er bijna altijd een ondernemingsraad.
Daardoor zijn er circa 100.000 or-leden.
Uren ondernemingsraad
De ondernemingsraadleden bepalen in overleg met de werkgever hoeveel tijd zij zullen besteden aan or-werkzaamheden. Daar is geen wettelijk maximum aan gesteld, de wet bepaalt slechts dat hieraan minimaal 60 uur per jaar besteed moet kunnen worden. Dit aantal uren omvat niet de eigen vergaderingen en overlegvergaderingen die zo veel mogelijk in werktijd gehouden worden (bron: SZW).
Ondernemingsraadleden hebben recht op minimaal 40 uur opleiding per jaar.
Schatting kosten
Een geschil voorleggen aan de Ondernemingskamer kost aan griffierecht € 313,00. De totale kosten van de rechterlijke macht bedragen circa € 100 miljoen per jaar. De Ondernemingskamerkosten zijn daar slechts een klein deel van en slechts een klein deel van de zaken van de Ondernemingskamer betreft de uitvoering van de Wet op de ondernemingsraden.